# Oxyaena
Oxyaena – wymarły rodzaj ssaków pradrapieżnych zwanych także kreodontami (Creodonta). 
Oxyaena była mięsożernym ssakiem, wielkością zbliżonym nieco do dzisiejszego ocelota. Jej szczątki znaleziono w osadach datowanych na najpóźniejszy paleocen oraz wczesny eocen, głównie na terenie Ameryki Północnej. Rodzaj ten dał nazwę całej rodzinie kreodontów - Oxyaenidae, nawiązującej w swojej morfologii do kotów, w przeciwieństwie do psopodobnych hienodontów. Oxyaena miała sylwetkę upodobniającą ją nieco do kota lub kuny, krótkie,  ale silne kończyny zakończone pazurami. Giętki kręgosłup zapewniał dużą zwinność i ruchliwość, a bardzo długi ogon umożliwiał utrzymywanie równowagi. Prawdopodobnie Oxyaena prowadziła przynajmniej częściowo nadrzewny tryb życia. Odżywiała się niewielkimi kręgowcami, prawdopodobnie nadrzewnymi ssakami (możliwe, że bardzo licznymi wówczas prymitywnymi naczelnymi) oraz ptakami. Wymarła pod koniec wczesnego eocenu, najprawdopodobniej z powodu szybko rozwijających się prawdziwych drapieżników z rodziny Miacidae, również zasiedlających drzewa.